# Ecomuseo Aras de los Olmos
El Ecomuseo de Aras de los Olmos es un museo conceptualizado como un espacio global dedicado a conservar y dar a conocer la vida tradicional en el Alto Turia y Aras de los Olmos, de manera que consigue dos objetivos simultáneamente, por un lado pone en valor el patrimonio cultural, histórico y natural de la localidad y por otro salvaguarda la memoria de formas de vida de tiempos pasados que han definido la realidad actual del municipio.

## Historia
El Ecomuseo abrió sus puertas en el año 2003, concebido como lugar de encuentro y reflexión respecto a lo que se debe entender por gestión del territorio, la cual  abarcaría desde el pasado al futuro, siendo un proyecto de carácter comunitario que involucre a toda la población del municipio, trabajando con un espíritu abierto a la colaboración y participación de todos. Trata por ello de recuperar la memoria local, diseñando un futuro próspero y respetuoso con el territorio, sin olvidar ningún aspecto a la vida tradicional de la zona.
El museo surgió de la iniciativa local de conseguir llevar a cabo un proyecto museográfico para adecuar la Casa del Cortijo como sede de un museo arqueológico, ya que esta casa tenía como parte integrante de la misma una torre árabe. Además, para completar el  proyecto el Ayuntamiento de Aras de los Olmos compró el horno medieval comunal de la villa y promocionó y desarrollo una ruta cultural y turística por el casco urbano de la localidad.
Forma parte de la Red de Museos Etnológicos Locales de la Diputación de Valencia, coordinada por el Museo Valenciano de Etnología, L'ETNO.

## Descripción
El Ecomuseo no está constituido como un conjunto de estancias dentro de un edificio, que  albergan los fondos del museo en sí, sino que  está concebido como una unidad con el pueblo, el cual es considerado como un museo en sí mismo.
Así, cuando se inicia la visita guiada del Ecomuseo, se invita a los visitantes a conocer la historia del municipio y sus gentes mediante un recorrido por el patrimonio histórico, compuesto entre otros edificios por:
- la Torre del Cortijo, edificio catalogado como BIC por parte de la Generalidad Valenciana.[11][10]
- la Almazara de la Cera, en cuya sala de exposiciones se muestra la importancia de la apicultura y la cerería en el marco de la economía como una de las actividades más representativas en la vida tradicional de la comarca.[12]Presenta una segunda parte que recrea el entorno del obrador y muestra el proceso de elaboración de panes de cera.[2][13][10]
- la Ermita del Santo Cristo,
- la Iglesia de Nuestra Señora de los Ángeles,
- la casa del Balcón de Esquina,
- los Huertos Tapiados,
- el Horno Medieval, situado en la calle Jueguecillo, del año 1351.[2]
- la Casa de la Parra y
- el Lavadero de la Fuente Grande.

A su vez, en el interior de los diversos edificios se puede descubrir el testimonio de las diferentes culturas que han dejado su huella en Aras y Losilla, desde íberos  (yacimiento de La Muela)y visigodos, hasta romanos y árabes,a través de los propios edificios, estructuras agrarias, diferentes objetos, música, relatos, costumbres y creencias.
Pese a este innovador concepto museístico, el Ecomuseo posee una que se sitúa en el vestíbulo de la Casa del Cortijo del siglo XI, que a su vez se utiliza como oficina de información turística.
En la colección arqueológica “Francisco Moreno Mesas” la podemos encontrar en la primera planta del edificio del Ecomuseo, y en esta plantase exponen vestigios de civilización desde el neolítico hasta la Guerra Civil, encontrados en la zona de Aras de los Olmos y alrededores.
Además de la exposición permanente y el recorrido por el pueblo, el Ecomuseo de Aras de los Olmos alberga exposiciones temporales, entre las que cabe destacar las dedicadas a:
- Cambio Climático (2022), producida por el Museo de las Ciencias de la Ciudad de las Artes y las Ciencias de Valencia.[14]
- Una física muy particular, producida por el Museo de las Ciencias de la Ciudad de las Artes y las Ciencias de Valencia.
- Cuéntame Abuel@
- Maternidades
- Pueblos abandonados, pueblos en la memoria (2009)
- Ruta dels Íbers de València (2015)
- No me toques el WhatsApp (2018)
- Pilota Valenciana (2019)

Hay que destacar también el Jardín Etnobotánico, sito en el antiguo cementerio de la localidad. Se trata de un espacio didáctico y de entretenimiento que da a conocer la flora autóctona de la zona y sus usos, que además cuenta con un Oasis de Mariposas.